# Hoachanas

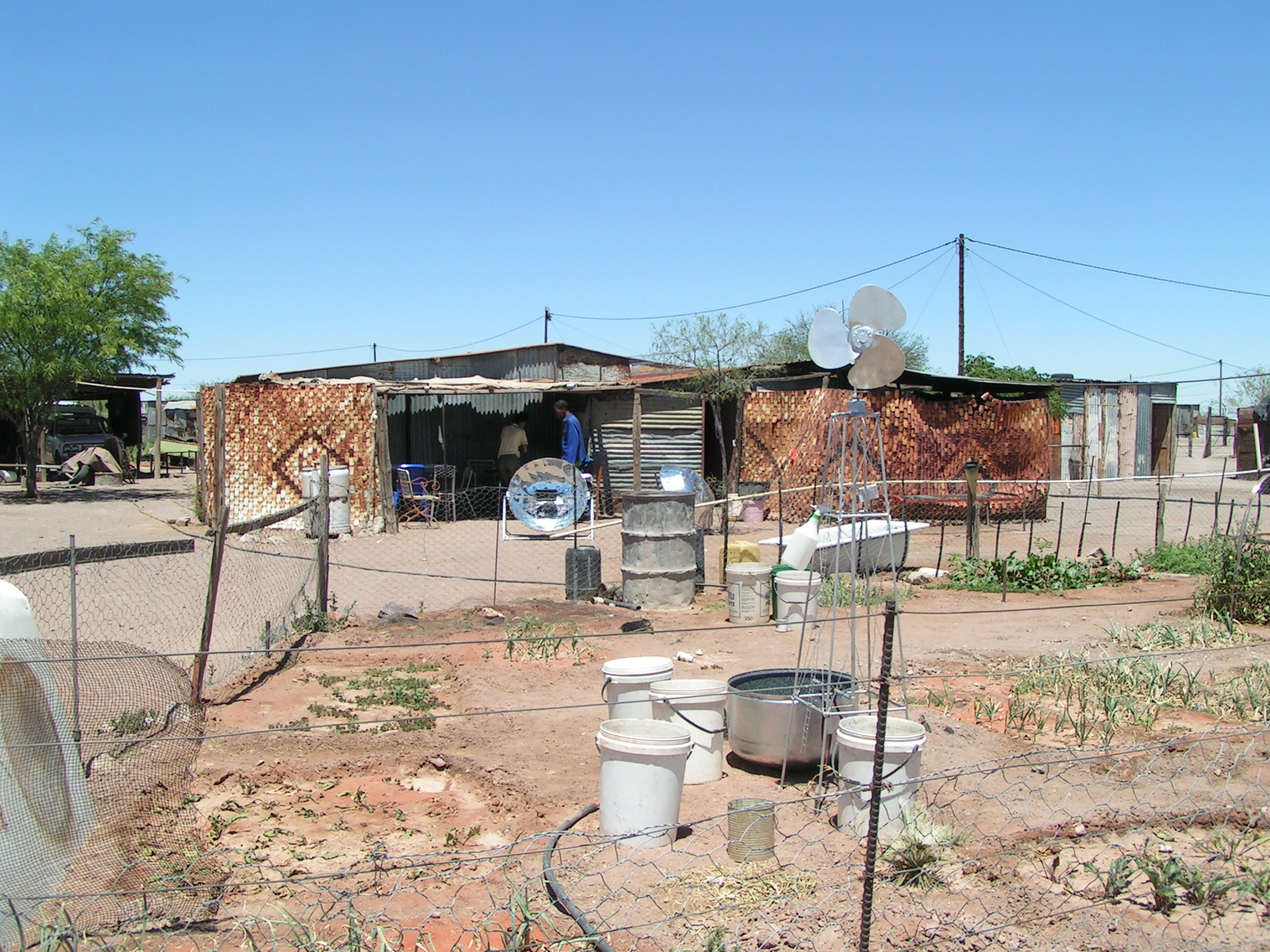
Hoachanas (2009)

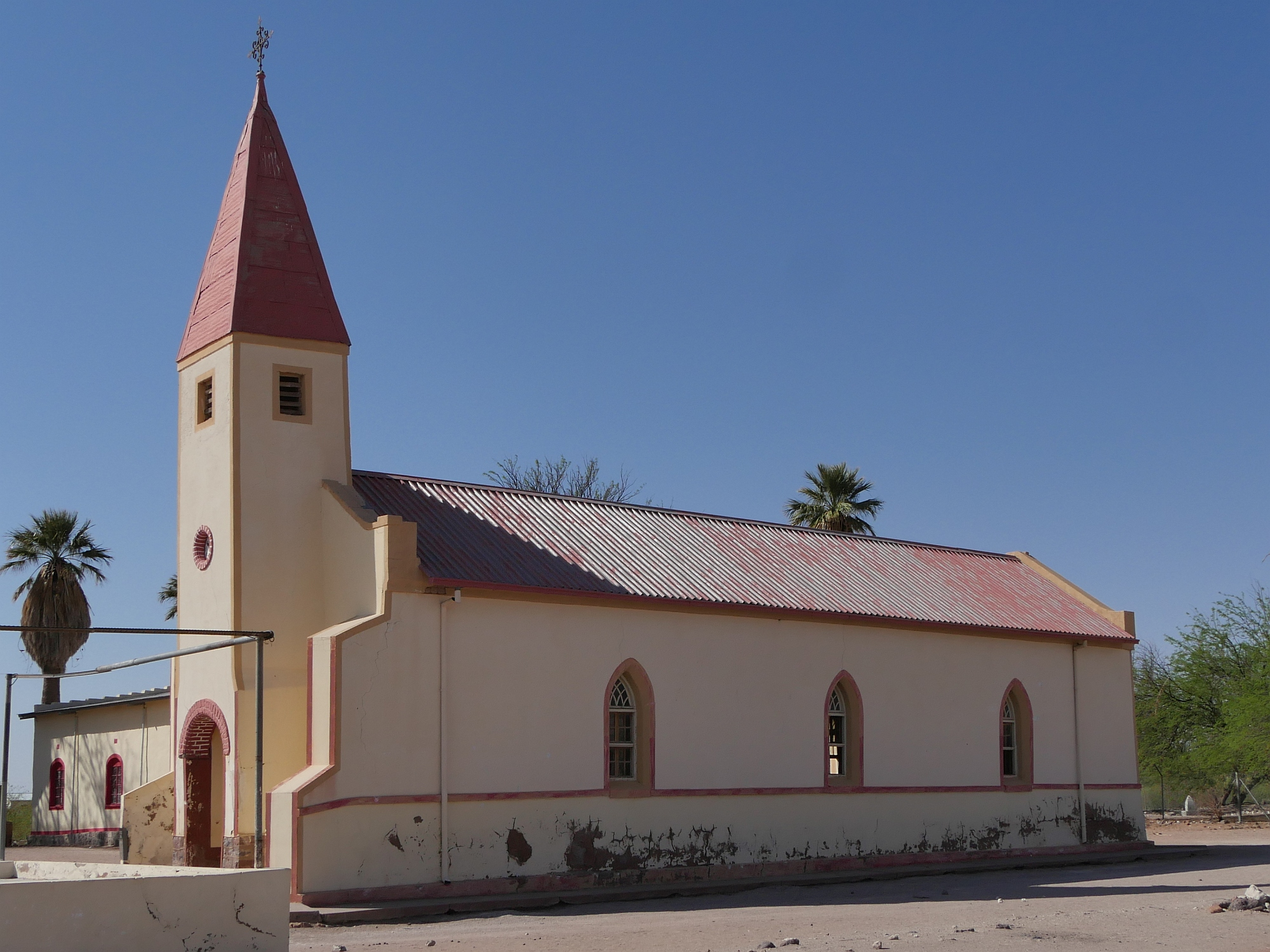
Missionskirche

Hoachanas, eigentlich ǃHoaxaǃnâsKlicklaut, ist ein Ort mit etwa 3500 Einwohnern in der Hardap-Region Namibias. Der Ort liegt etwa 140 km südöstlich von Rehoboth.
Etwa sieben Kilometer nordwestlich von Hoachanas liegt der Flugplatz Bitterwasser.
Seit 2015 wird im Rahmen des Namibian-German Special Initiative Programme ein Kulturzentrum, Sportfeld und Museum für knapp zehn Millionen Namibia-Dollar errichtet.

## Geschichte
Seit dem 17. Jahrhundert war Hoachanas das Siedlungszentrum der Roten Nation, d. h. der in Südwestafrika ansässigen Nama. Von hier aus übte der jeweilige, von allen Nama-Gesellschaften anerkannte Kaptein sein Weisungsrecht gegenüber allen übrigen im Süden des Landes siedelnden Nama aus und führte seine zahlreichen Feldzüge gegen die von Norden vorrückenden Herero. Aber nicht nur Kriege gingen von Hoachanas aus: Am 9. Januar 1858 wurde hier der bedeutsame „Friedensvertrag von Hoachanas“ zwischen dem Kaptein der Roten Nation, Cornelis Oasib und dem Kaptein der Orlam-Afrikaner Jonker Afrikaner geschlossen. Dieses Datum markiert den Höhepunkt der Macht der Nama (und der Orlam-Afrikaner). Bemerkenswert aus dieser Zeit ist, dass Oasib für durchreisende Händler und Forscher kostenlose Gästeunterkünfte und sogar eine die Reisenden schützende Fremdenpolizei in Hoachanas eingerichtet hatte.
Am 19. Dezember 1867 wurde Hoachanas erneut Schauplatz eines Friedensschlusses – allerdings mit entgegengesetzter Bedeutung: Nach einem verlustreichen Feldzug der verbündeten Afrikaner und Nama gegen die Witbooi mussten sich die Nama geschlagen geben und zugleich auch ihre Vorherrschaft über alle anderen Nama-Gesellschaften aufgeben, so dass dieser „2. Friedensschluss von Hoachanas“ den Tiefpunkt der Nama-Macht darstellte. Der Ort verlor zusehends an Bedeutung und erschien erst 1885 als Ort des Abschlusses eines „Schutzvertrages“ mit der deutschen Kolonialverwaltung in den Chroniken und dann nochmals 1887/88, als Hoachanas im Zusammenhang mit Unstimmigkeiten über die Kapteinssnachfolge dreimal erfolgreich von den Witbooi angegriffen und nahezu vollständig zerstört wurde. 1904 schließlich wurde Hoachanas Garnison der deutschen Schutztruppe und verlor damit auch seinen Namen als „Hauptstadt der Nama“ – seine Bedeutung hatte der Ort bereits 1867 verloren.

## Söhne und Töchter der Ansiedlung
- Katrina Hanse-Himarwa (1967–2024), Politikerin und ehemalige Bildungsministerin

## Bauwerke
Die Missionskirche von Hoachanas wurde 1857 auf Betreiben des deutschen Missionars Vollmer der Rheinischen Mission errichtet und ist damit das zweitälteste Kirchengebäude Namibias.